# Laboratoire de recherche sur les sciences de la matière
Le Laboratoire de recherche sur les sciences de la matière (Larsim) est un service de recherche français de la Direction des sciences de la matière  du commissariat à l'Énergie atomique et aux Énergies alternatives. Il est dirigé par Étienne Klein depuis 2006.

## Présentation
Le Laboratoire de recherche sur les sciences de la matière a été créé en 2006.  Au sein de l'Institut de recherche sur les lois fondamentales de l'univers, rattaché à la Direction des sciences de la matière du  commissariat à l'Énergie atomique et aux Énergies alternatives, ses missions concernent notamment des travaux de réflexions sur la science physique contemporaine en lien avec les enjeux tant sociétaux que philosophiques de la discipline. Ses membres comprennent donc des chercheurs qui sont physiciens mais également  philosophes, l'enseignement ainsi que la vulgarisation auprès du grand public faisant partie de leurs fonctions.  

## Travaux et publications
En 2008, l'équipe du LARSIM publie 3 rapports sur les enjeux philosophiques du grand collisionneur de hadrons :
- La physique des particules à la croisée des chemins, d’Étienne Klein[5]
- Éloge philosophique du grand collisionneur de hadrons, de Vincent Bontems[6]
- On the eve of the LHC : conceptual questions in high energy physics, d’Alexei Grinbaum, en anglais[7].

L'équipe du LARSIM a publié dans la revue Le Débat un article sur les enjeux des nanosciences et nanotechnologies.
Vincent Bontems s'interroge sur L'imaginaire des nanotechnologies.
Gilles Cohen-Tannoudji publie Une nouvelle révolution scientifique à l'horizon ? dans La Pensée (n° 351, juillet-septembre 2007, p. 5 à 17). Le 23 avril 2016, il effectue une présentation sur le thème : Où en sommes-nous de la réconciliation de la relativité et de la quantique.
Par ailleurs, de nombreux articles ont été publiés dans des revues scientifiques par les chercheurs du LARSIM, et notamment Étienne Klein, qui par ses interventions régulières sur France Culture, ses ouvrages et ses conférences, contribue à la vulgarisation des sciences physiques auprès du grand public. De même, le chercheur émérite Gilles Cohen-Tannoudji donne de nombreux cours et conférences, dans le cadre de ses travaux au LARSIM.